# ATPチャンピオンズツアー
ATPチャンピオンズツアー（ATP Champions Tour）は男子プロテニス協会（ATP）が管轄するテニスのシニアツアーのこと。
参加資格は35歳以上であり、かつ世界ランク1位もしくはグランドスラムシングルス決勝進出者、もしくはデビスカップ優勝チームでシングルスプレイヤーとして戦った選手のみしか参加できない（但し、各大会では主催者推薦で招待選手として開催国などの元有名選手やダブルスで世界ランク上位だった選手を出場させている）。
基本的に大会は8名が2組に分かれてグループステージを戦い1位同士で決勝進出。優勝者には400点が与えられる。

## 主な大会
- デルレイビーチ（ATPツアーの大会前週に開催）
- エディンバラ
- スクールプ
- マヨルカ
- スタトイル・マスターズ・テニス（ イギリス・ロイヤル・アルバート・ホール、ツアー最終戦）

（2019年）

## 歴代年間1位選手
- 1998年～2001年・2003年・2013年：ジョン・マッケンロー
- 2002年：ペトル・コルダ
- 2004年：ジム・クーリエ
- 2005年・2008年・2014年：ゴラン・イワニセビッチ
- 2006年：マルセロ・リオス
- 2007年：セルジ・ブルゲラ
- 2009年・2010年：トーマス・エンクビスト
- 2011年・2012年：カルロス・モヤ